# Exécution de vingt-six administrateurs du Finistère sous la Terreur
Lors de la montée en puissance de la Montagne dans le gouvernement révolutionnaire, les administrateurs du conseil général du Finistère crurent pouvoir s'insurger contre la Terreur naissante. Vingt-six d'entre eux, à la suite d'un procès mené principalement à charge, furent condamnés à la peine capitale par un tribunal révolutionnaire et guillotinés à Brest le 22 mai 1794 (3 prairial an II).

## La question du choix du chef-lieu du département
L'établissement du chef-lieu du département fut un enjeu considérable durant la Révolution. Trois villes furent en compétition : Quimper, Landerneau et Carhaix.
« La faiblesse de cette dernière ville l'écarte sans retour ; aucune des deux autres n'est centrale, mais le plus grand nombre d'administrés, le voisinage de Brest, la surveillance qui doit toujours être active sur ce premier dépôt des forces navales du royaume ont déterminé le comité en faveur de Landerneau ».
La cause quimpéroise était singulièrement compromise, mais les esprits des députés de l'Assemblée constituante furent retournés par l'intervention de l'abbé Denis Bérardier.
Élu député suppléant du clergé de Paris aux États généraux de 1789, Bérardier fut appelé à siéger à la Constituante en 1790 et se servit de cette position pour défendre les intérêts de sa ville natale, dans laquelle il avait de la famille et, en tout cas un frère.
Sa plaidoirie évoquait la pauvreté cornouaillaise : « La côte de Quimper est aussi pauvre que celle de Landerneau est opulente ; vous ne pouvez donner toutes les faveurs à une même ville et, si Quimper perdait le chef-lieu, vous prononceriez sa ruine totale ». Faisant le siège des députés les plus influents, il réussit à faire triompher la cause quimpéroise « contre toute probabilité ».
La décision fut rendue en ces termes : « l'Assemblée nationale a décrété que le chef-lieu du département du Finistère resterait définitivement fixé à Quimper ».

## La rébellion contre la Convention nationale
Mais Quimper, en se ralliant à l'insurrection fédéraliste girondine, allait provoquer sa destitution administrative temporaire donnant l'avantage à Landerneau qui était dans la mouvance immédiate de Brest, port militaire directement contrôlé par la capitale et, donc, plus en phase avec les pulsions montagnardes.
En effet, le 6 janvier 1793, certains administrateurs dénoncent à la Convention nationale « les factieux qui dominent la ville de Paris ».
Lorsque les Girondins furent expulsés de la Convention le 2 juin 1793, à l'instigation des Montagnards et sous la menace des canons de la Garde nationale, les administrateurs du Finistère firent lever une force de six cents hommes devant se rendre à Paris pour rétablir une république plus modérée.
Les fédérés furent battus le 13 juillet 1793 à Pacy-sur-Eure. La Convention victorieuse décréta la mise en accusation et l’arrestation des administrateurs du Finistère. Ils furent remplacés par une commission administrative de neuf membres siégeant à Landerneau. Les trente administrateurs furent inculpés pour « avoir conspiré contre la République ».

## Le procès et l'exécution
Le tribunal révolutionnaire de Brest avait été établi à « l'instar de celui de Paris, pour juger tous les citoyens accusés de délits contre la liberté du peuple, la sûreté du gouvernement républicain, l’unité et l'indivisibilité de la république, de tout vol, de dilapidation tendant à opérer son dépérissement, en un mot de tout crime contre l'intérêt national' ». Il ne laissait peu de temps et possibilité de défense aux accusés.
Il était composé de :
- Pierre-Louis Ragmey, ancien avocat à Lons-le-Saulnier, nommé le 6 septembre 1793, juge au tribunal révolutionnaire de Paris, puis président du tribunal révolutionnaire de Brest établi à l'instar de celui de Paris[5] ;
- l'accusateur public Joseph Donzé-Verteuil, un ancien jésuite, né à Belfort, ancien substitut au tribunal révolutionnaire de Paris auprès de Fouquier-Tinville ;
- le substitut Bonnet, ex-procureur au Châtelet et ancien secrétaire de Fouquier-Tinville ;
- le greffier Cabon arrivant du tribunal révolutionnaire de Paris ;
- l'huissier Le Lièvre arrivant du tribunal révolutionnaire de Paris.

Parmi les douze jurés :
- Trois officiers du vaisseau l'America ;
- Trois membres du bataillon des Montagnards de Paris dont le caporal Combar, âgé de 21 ans ;
- Deux membres du Comité révolutionnaire de Brest.

La défense des accusés était assurée par :
- les avocats Le Hir et Riou-Kersalaun

### Le procès
Le 3 prairial an II (22 mai 1794), en représailles de cette fronde girondine, vingt-six administrateurs du département du Finistère étaient guillotinés à Brest, place du Château à l'époque rebaptisée : « Place du triomphe du Peuple ». Les quatre autres, absents du département au moment du procès, eurent la vie sauve.
L'accusateur public Donzé-Verteuil tenta de justifier ces exécutions : il écrivit le 6 prairial an II, au Journal de Paris, n° 520, une lettre où on lit qu'« Avant-hier, vingt-six administrateurs du Finistère ont porté leurs têtes sur l'échafaud. Ces Messieurs voulaient donner la ci-devant Bretagne aux Anglais. »

### L'exécution
À mesure que les condamnés sortaient du tribunal, le bourreau Ance, arrivé de Rochefort, leur faisait couper les cheveux, leur liait les mains derrière le dos et les entassait dans les charrettes. Le cortège se dirigea vers la place du château où devait avoir lieu l’exécution.
La liste des guillotinés est la suivante, :
- François Louis de Kergariou du Cosquer, ancien maréchal de camp et chevalier de Saint-Louis, né le 13 juin 1725 à Plounévez-Moëdec, arrondissement de Lannion. Il avait présidé l'administration départementale depuis les élections de 1790. Il fut le premier guillotiné[9] ;
- Yves-Joseph Le Denmat de Kervern, avocat au Parlement de Bretagne, maire de Morlaix en 1790, né en 1751 à Callac, demeurant à Morlaix, âgé de quarante-trois ans ;
- Olivier-Jean Morvan, avocat et poète, né le 15 mai 1754 à Pont-Croix ;
- Louis Derrien, cultivateur, illettré, premier maire de Saint-Thurien ;
- Louis-Joseph-Marie Le Prédour, ancien notaire royal, ancien avocat au Parlement, juge au tribunal de Châteaulin, député suppléant de la Convention, né à Pleyben le 2 juillet 1758 ;
- Mathieu Michel Marie Brichet, homme de loi et ex-procureur général syndic du département du Finistère, âgé de trente-six ans, né à Landerneau, demeurant à Quimper ;
- Jacques Rémy Aymez, négociant, ex-secrétaire général de l'administration départementale, né à Brest, le 14 juin 1764, demeurant à Quimper ;
- Louis Guillier du Marnay, négociant, officier municipal de Douarnenez, membre du Directoire du Finistère de 1790 à 1793 ;
- Pierre Marie de Bergevin, homme de loi, né à Brest le 2 janvier 1750, demeurant à Lanildut, conseiller du roi, son procureur au siège de Brest[10], membre de l’Heureuse Rencontre, une loge maçonnique[11] ;
- Joseph Marie Dubois, juge au tribunal[12] ;
- Thomas Bernard Doucin, avocat né en 1755[13] ;
- Yves Postic, cultivateur, illettré, né le 19 juin 1754 à Keriquel, Scaër, âgé de trente-neuf ans ;
- Antoine Cuny, ancien capitaine d'artillerie, négociant, âgé de quarante-cinq ans, né à Bordeaux, demeurant à Quimperlé ;
- Guillaume Le Roux, marchand de toile, âgé de vingt-sept ans, né à Pleyber-Christ, domicilié à Landivisiau ;
- Yves Daniel Kersaux, âgé de quarante-cinq ans, né et demeurant à Penmarch ;
- Guillaume Herpeu, avocat, juge au tribunal du district de Pont-Croix, né et demeurant dans cette ville, âgé de quarante-six ans ;
- Jean Louis Mérienne, sous-chef des vivres de la Marine à Brest, né à Fougères (Ille-et-Vilaine), demeurant à Brest (Recouvrance), âgé de trente-neuf ans ;
- Charles François Malmanche, né à Verteuil, dans l'ancien Angoumois, âgé de quarante-six ans, chirurgien, ancien maire de Brest (1790-1791), demeurant à Lambézellec, membre de l’Heureuse Rencontre, une loge maçonnique[11] ;
- Charles François Banéat, marchand et cultivateur, né à Carhaix, y demeurant, âgé de quarante-trois ans ;
- Jean Marie Le Pennec, homme de loi, né et domicilié à Carhaix, âgé de cinquante ans ;
- Julien Le Thoux, juge au tribunal du district de Quimper, y demeurant, né à Nouillac, district de Pontivy, âgé de soixante-douze ans ;
- François Marie Déniel, ancien maire de Lannilis[9], marchand et cultivateur, né à Landerneau, demeurant à Lannilis, âgé de trente-six ans ;
- Julien Moulin, militaire réformé ;
- Yves Le Gac, homme de loi ;
- Louis Piclet, homme de loi, juge à Pont-Croix, y demeurant, né à Locronan-du-Bois, âgé de soixante-quatre ans ;
- Louis-Alexandre Expilly de La Poipe, évêque constitutionnel de Quimper, né le 24 février 1742 à Brest, fut le dernier supplicié[9] et donna l’absolution à chacun avant leur exécution.

On a prétendu que le guillotineur Ance arrangea ces vingt-six têtes en couronne. Ce qui est certain c’est que l’exécution eut lieu entre six heures et sept heures du soir, et que les actes de décès avaient déjà été rédigés à cinq heures.

### Mémoire
Un mausolée en granit de l'Aber-Ildut dans le cimetière Saint-Martin de Brest fut érigé en 1865 à la mémoire de ces hommes.